# Gerd Müller (Politiker, 1955)

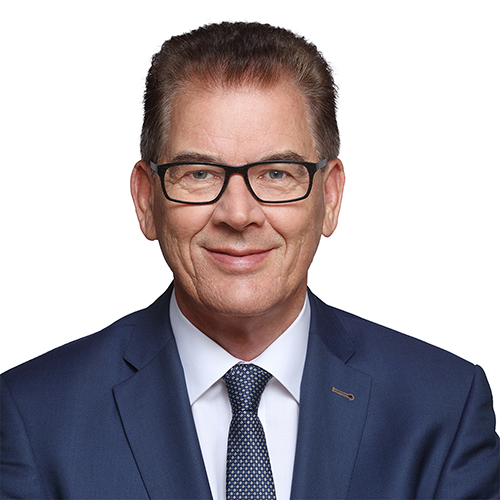
Gerd Müller (2017)

Gerhard „Gerd“ Müller (* 25. August 1955 in Krumbach, Schwaben) ist ein deutscher Politiker (CSU). Vom 17. Dezember 2013 bis zum 8. Dezember 2021 war er Bundesminister für wirtschaftliche Zusammenarbeit und Entwicklung in den Kabinetten Merkel III und Merkel IV. Von 1994 bis 2021 war Müller Mitglied des Deutschen Bundestages. Seit 2021 ist er Generaldirektor der Organisation der Vereinten Nationen für industrielle Entwicklung (UNIDO).

## Studium und Beruf
Nach dem Besuch der Realschule machte Müller zunächst eine kaufmännische Ausbildung. Auf dem Zweiten Bildungsweg holte er sein Abitur nach und absolvierte nach dem anschließenden Grundwehrdienst mit einem Stipendium der Konrad-Adenauer-Stiftung ein Studium der Pädagogik, Psychologie sowie der Politik- und Wirtschaftswissenschaften an der Katholischen Universität Eichstätt-Ingolstadt, welches er als Diplom-Wirtschaftspädagoge beendete.
1980 begann Müller seine Berufstätigkeit als Geschäftsführer eines Verbandes, trat aber später in das bayerische Wirtschaftsministerium ein, wo er zuletzt als Oberregierungsrat im Grundsatzreferat sowie als stellvertretender Pressesprecher des Bayerischen Wirtschaftsministers Anton Jaumann bis 1989 tätig war. 1988 wurde Müller an der Universität Regensburg mit einer Dissertation über Die Junge Union Bayern und ihr Beitrag zur politischen Jugend- und Erwachsenenbildung promoviert. 2014 laut gewordene Plagiatsvorwürfe gegen Müller wies die Hochschule als Kolportage ohne Grundlage zurück.

## Partei

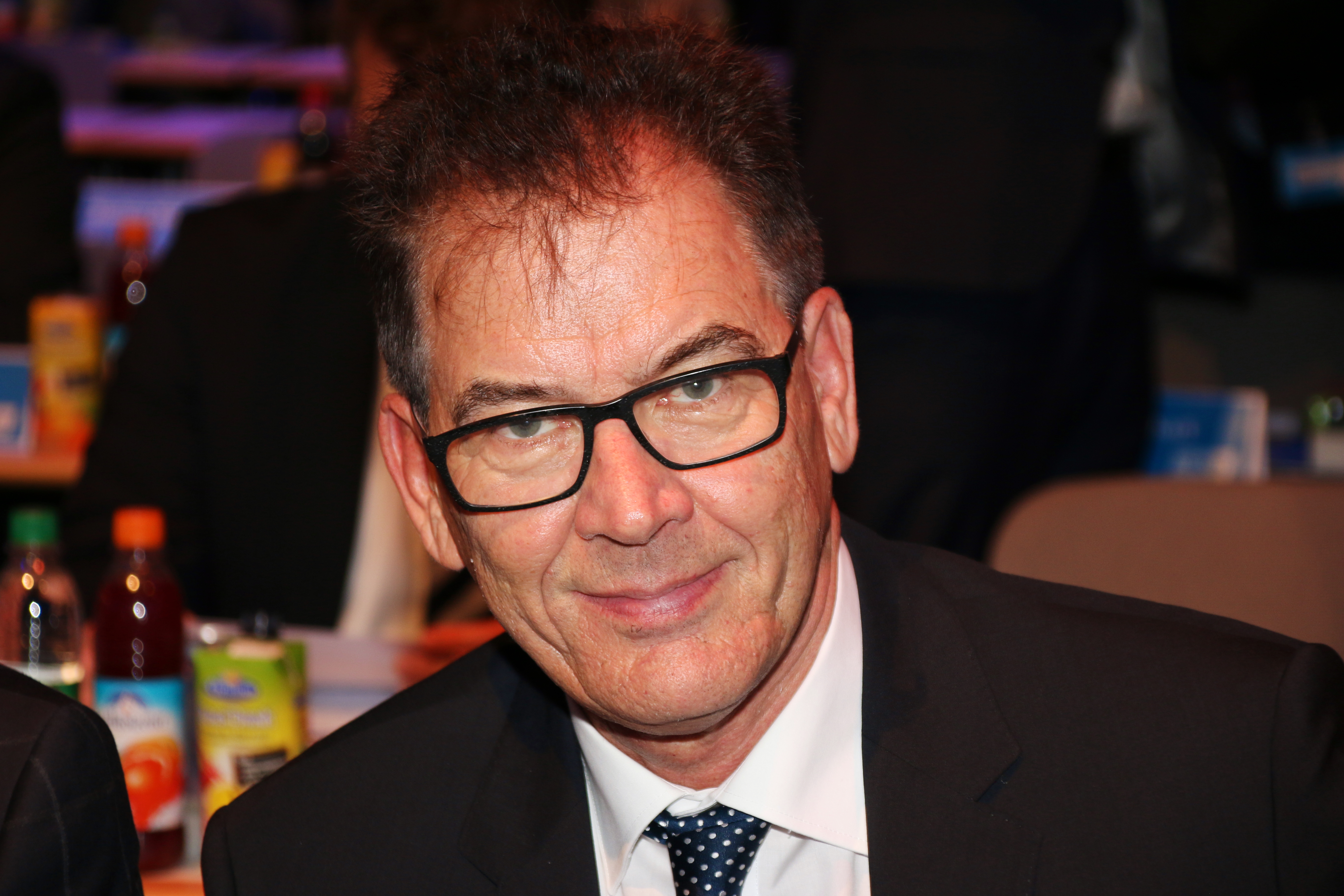
Gerd Müller auf dem CSU-Parteitag 2015

Müller engagierte sich zunächst in der Jungen Union, bei der er von 1982 bis 1991 Bezirksvorsitzender in Schwaben und von 1987 bis 1991 bayerischer Landesvorsitzender war. In dieser Funktion forderte er 1989 die Todesstrafe für Drogenhändler. Später distanzierte er sich von dieser Forderung.
Ab 1993 war er stellvertretender Vorsitzender des CSU-Bezirksverbandes Schwaben.

## Abgeordneter
Von 1989 bis 1994 gehörte Müller dem Europäischen Parlament an und war hier in dieser Zeit Parlamentarischer Geschäftsführer der EVP-Fraktion.
Von 1994 bis 2021 war Müller Mitglied des Deutschen Bundestages für den Wahlkreis Oberallgäu (Kempten, Lindau, Oberallgäu und Westallgäu). Bis 2005 war er, unter anderem, außen- und europapolitischer Sprecher und Stellvertretender Vorsitzender der CSU-Landesgruppe im Deutschen Bundestag. Zudem war er von 2002 bis 2005 im Bundestag in der Position als stellvertretender Vorsitzender des Ausschusses für Fremdenverkehr und Tourismus.
Bei der Bundestagswahl 2005 erreichte er 61,5 % der Erststimmen. Bei der Bundestagswahl 2009 lag das Ergebnis bei 53 %, bei der Bundestagswahl 2013 erhielt er 60,7 % der Erststimmen. Bei der Bundestagswahl 2017 wurde er mit 50,4 % der Erststimmen wiedergewählt. Im September 2020 kündigte Müller an, nicht bei der Bundestagswahl 2021 wieder anzutreten.

## Öffentliche Ämter

### Kommunalpolitik (1978–1988)
Müller war von 1978 bis 1988 Zweiter Bürgermeister von Krumbach und Kreisrat im Landkreis Günzburg.

### Parlamentarischer Staatssekretär (2005–2013)
Am 22. November 2005 wurde Müller als Parlamentarischer Staatssekretär beim Bundesministerium für Ernährung, Landwirtschaft und Verbraucherschutz in die von Bundeskanzlerin Angela Merkel geführte Bundesregierung berufen. Wie dem Kabinett Merkel I gehörte er auch dem Kabinett Merkel II an.

### Bundesminister für wirtschaftliche Zusammenarbeit und Entwicklung (2013–2021)
Am 17. Dezember 2013 wurde Müller zum Bundesminister für wirtschaftliche Zusammenarbeit und Entwicklung im Kabinett Merkel III ernannt. Müller lehnte anders als Merkel und Bundespräsident Gauck eine persönliche Teilnahme an der Fußball-Weltmeisterschaft 2014 in Brasilien aus Protest gegen soziale und ökologische Verwerfungen demonstrativ ab. Er befürchtete „ein ähnliches Desaster wie in Südafrika: Milliardeninvestitionen verkommen zu Ruinen, und daneben darbt die Bevölkerung im Elend.“ Brasilien stehe ihm zufolge für Straßenfußball. Nicht aber für eine solche „Art von Großereignissen“, von denen „ein Großteil der Bevölkerung überhaupt nichts“ habe. Seine Kritik richtete er dabei ausdrücklich auch an die FIFA. Für die Fußball-Weltmeisterschaft 2022 in Katar befürchtet Müller sogar eine Steigerung des „materialistischen Spektakels“.
Die Handlungen der Bundesregierung und der Europäischen Union zur Bewältigung der Flüchtlingskrise wurden von Müller als unzureichend kritisiert. „Wenn ich mir die europäische Ratssitzung gestern in Luxemburg anschaue, wo wir über Gender-Probleme diskutieren und das Flüchtlingsthema fast keine Rolle spielt, dann frag ich mich schon, was ist jetzt auf der europäischen Agenda?“ sagte Müller dem Bayerischen Rundfunk. „Wir müssen handeln, und zwar auf kommunaler, Landes-, Bundes- und europäischer Ebene.“ Zudem fordert Müller wiederholt einen Marshallplan mit Afrika, auch, um Migrationsbewegungen entgegenzuwirken. Müller verweist aber auch darauf, dass es lange Zeit Europäer waren, die migriert sind.
Vor der UN-Klimakonferenz in Paris 2015 forderte Müller einen neu zu schaffenden Nachhaltigkeitsrat der Vereinten Nationen, der jährlich über die Umsetzung nationaler Klimaschutz-Pläne berichtet. Er mahnte die verbindliche Umsetzung der Beschlüsse an.
Müllers Eintreten für eine Bekämpfung der Fluchtursachen durch Schaffung von Wohlstandsperspektiven in den Herkunftsregionen der Flüchtenden statt einer Abschottung brachte ihm den Ruf ein, „das gute Gewissen der CSU“ zu sein.
Am 14. März 2018 wurde Gerd Müller von Bundespräsident Frank-Walter Steinmeier im Kabinett Merkel IV wieder als Bundesminister für wirtschaftliche Zusammenarbeit und Entwicklung ernannt. Unter ihm wurden die Ausgaben des Ministeriums von 6 auf 10 Milliarden Euro jährlich gesteigert.
Müller initiierte den Grünen Knopf, ein seit 2019 verwendetes Textilsiegel, das für Mindeststandards bei der Textilproduktion in Entwicklungsländern wie Bangladesch sorgen soll, denen oft menschenunwürdige und lebensgefährliche Produktionsverhältnisse existieren.
Im September 2020 kündigte er seinen Rückzug aus der Bundespolitik an, um Gelegenheit für einen Generationswechsel zu schaffen.

### UNIDO-Generaldirektor (seit 2021)
Im November 2020 wurde er von der Bundesregierung, mit Unterstützung der EU und der anderen EU-Mitgliedstaaten, als Kandidat für die Leitung der UNO-Organisation für industrielle Entwicklung (UNIDO) benannt. Am 13. Juli 2021 setzte er sich bei einer Wahl im UNIDO-Lenkungsgremium (Industrial Development Board) gegen Kandidaten aus Äthiopien und Bolivien als Nachfolger von Li Yong durch. Die Wahl wurde am 30. November 2021 von der UNIDO-Generalversammlung förmlich bestätigt. Am 10. Dezember 2021 trat Müller sein Amt als UNIDO-Generaldirektor an.
Ein Meilenstein seiner Amtszeit als Entwicklungsminister war das Lieferkettengesetz, das ab 2023 große Unternehmen dazu verpflichtet, gegen Menschenrechtsverletzungen wie Kinder- oder Zwangsarbeit und Umweltverstöße ihrer Zulieferer vorzugehen. Im Bundestag führte er dazu aus:

„Das war vielleicht meine letzte Rede hier, aber ganz sicher das wichtigste Gesetz für mehr Gerechtigkeit zwischen Reich und Arm – wir haben noch viel zu tun.“

## Mitgliedschaften und Ehrenämter
In seiner Jugend war Müller Mitglied der Katholischen Landjugendbewegung (KLJB). Von 2008 bis 2012 war er Präsident des Deutschen Heilbäderverbandes, und seit 2009 ist er Honorarprofessor für Internationale Agrarpolitik an der Hochschule für Technik und Wirtschaft Dresden. Müller ist Mitglied der Europa-Union Deutschland. Von 2017 bis 2021 war er gewähltes Mitglied im Zentralkomitee der deutschen Katholiken. Ferner ist er Schirmherr von „1000 Schulen für unsere Welt“, einer Gemeinschaftsinitiative der kommunalen Spitzenverbände in Deutschland.
Müller ist Mitglied der International Gender Champions, die sich für Geschlechtergleichstellung in nationalen und internationalen Organisationen einsetzt.
Seit 2021 ist Müller Schirmherr des Vereins Gegen Noma-Parmed e.V., die sich zur Prävention der vernachlässigten Tropenkrankheit Noma in Burkina Faso engagieren.

## Privates
Müller ist römisch-katholisch, mit Gertie Müller-Hoorens verheiratet und Vater von zwei Kindern.

## Auszeichnungen
- 2007: Bayerischer Verdienstorden[41]
- 2019: Bayerische Verfassungsmedaille in Gold[42]
- 2021: Ehrenplakette des Bundes der Vertriebenen[43]
- 2022: Itzel-Preis[44] für seinen „vielfältigen Einsatz für Menschenrechte und Menschlichkeit in langjähriger, hauptberuflicher wie auch ehrenamtlicher Tätigkeit in verschiedenen Organisationen.“
- 2023: Eugen-Biser-Preis[45]

## Kabinette
- Kabinett Merkel I (Parlamentarischer Staatssekretär im Bundesministerium für Ernährung, Landwirtschaft und Verbraucherschutz; 2005 bis 2009)
- Kabinett Merkel II (Parlamentarischer Staatssekretär im Bundesministerium für Ernährung, Landwirtschaft und Verbraucherschutz; 2009 bis 2013)
- Kabinett Merkel III (Bundesminister für wirtschaftliche Zusammenarbeit und Entwicklung; 2013 bis 2018)
- Kabinett Merkel IV (Bundesminister für wirtschaftliche Zusammenarbeit und Entwicklung; 2018 bis 2021)